# Treniota
Treniota (in bielorusso Транята?, Troniata; Lituania, 1210 circa – Lituania, 1264) è stato duca della Samogizia e secondo granduca di Lituania, in carica dal 1263 al 1264.
Distintosi tra la fine degli anni 1250 e l'inizio degli anni 1260 per via delle sue capacità come stratega militare, Treniota si guadagnò un posto alla corte di suo zio Mindaugas, primo duca della Lituania unita e divenuto in seguito re. A differenza di Mindaugas, il quale si era convertito al cattolicesimo per scongiurare le incursioni degli ordini religiosi cavallereschi impegnati nelle crociate del Nord, Treniota rimase strenuamente ancorato al paganesimo. Nel 1263, convinse suo zio a rinunciare alla fede cristiana, ma il rapporto tra i due si incancrenì poco tempo dopo per via delle ambizioni di Treniota. Assieme ad altri congiurati, egli assassinò Mindaugas e due dei figli di quest'ultimo e pose fine alla parentesi storica del regno di Lituania.
Salito al potere, vi rimase per un solo anno, quando venne ucciso da alcuni servitori di Mindaugas e rimpiazzato da uno dei figli del suo precedessore, Vaišvilkas.

## Biografia

### Origini e contesto storico
Treniota era il nipote di Mindaugas, duca dell'Aukštaitija (odierna Lituania orientale) e in seguito primo duca della Lituania unita. Menzionato la prima volta in fonti risalenti alla prima metà del XIII secolo, Treniota era secondo Zigmantas Kiaupa il figlio di una sorella dal nome ignoto di Mindaugas, mentre Lars Ulwencreutz, sulla base di analisi storiografiche compiute da altri studiosi, ritiene che egli ereditò il titolo di duca di Samogizia dal padre Vykintas o Erdvilas.
La Lituania duecentesca si presentava come un Paese amministrato da diversi duchi distribuiti nelle varie regioni storiche del territorio che agivano in maniera più o meno indipendente e senza che esistessero dei confini fisici tra i vari domini. Con il passare del tempo, a causa degli attacchi compiuti dagli ordini religiosi cavallereschi impegnati nelle crociate del Nord che intendevano sottomettere i Lituani di fede pagana, oltre che in virtù del crescente interesse a un'espansione verso l'ormai in declino Rus' di Kiev situata a sud, le varie tribù lituane affrontarono un processo di unificazione. Questo risultato fu portato a termine in maniera efficace da Mindaugas, che negli anni 1230 circa poteva dirsi l'unica autorità al comando di gran parte della Lituania. I mezzi con cui egli riuscì a farsi strada nella gerarchia ducale lituana negli anni a venire non sono ben noti. Le cronache rutene fanno riferimento all'uccisione e/o espulsione di vari altri governanti, compresi alcuni suoi parenti. Nel 1253, nel tentativo di assicurare maggiore stabilità e porre un freno agli attacchi dell'Ordine teutonico e dei Cavalieri di Livonia, Mindaugas si convertì al cattolicesimo e, «visto il debito di riconoscenza che aveva contratto con [i crociati], a[i qual[i] doveva molta della sua fortuna politica», egli cedette il possesso di alcuni suoi domini, compresa la Samogizia, ovvero la Lituania occidentale. Nel 1253, su approvazione della Santa Sede, Mindaugas venne incoronato re della Lituania.
Pur essendo la regione passata in mano alle terre dell'Ordine di Livonia tra 1253 e 1254, i Samogiti rifiutarono strenuamente l'ipotesi di convertirsi e Treniota condivideva la stessa repulsione verso la fede cristiana. Verso la fine degli anni 1250, le insurrezioni dei Samogiti si fecero più frequenti ed è probabile che Mindaugas le stesse segretamente fomentando e supportando. Una nuova linfa venne data alle lotte in concomitanza dell'ascesa di un duca locale detto Algminas, il quale partecipò alla vittoriosa battaglia di Skuodas nel 1259 combattuta in Curlandia contro i cristiani. I crociati provarono a reagire, ma le operazioni si rivelarono insufficienti e culminarono con la disastrosa sconfitta riportata nella battaglia di Durbe del 1260, a cui prese parte anche Treniota. Questo successo consentì ai Samogiti di riappropriarsi della propria indipendenza e rappresentò il momento in cui varie tribù baltiche decisero di ribellarsi apertamente in Prussia scatenando la grande rivolta prussiana del 1260-1274.

### Duca di Samogizia

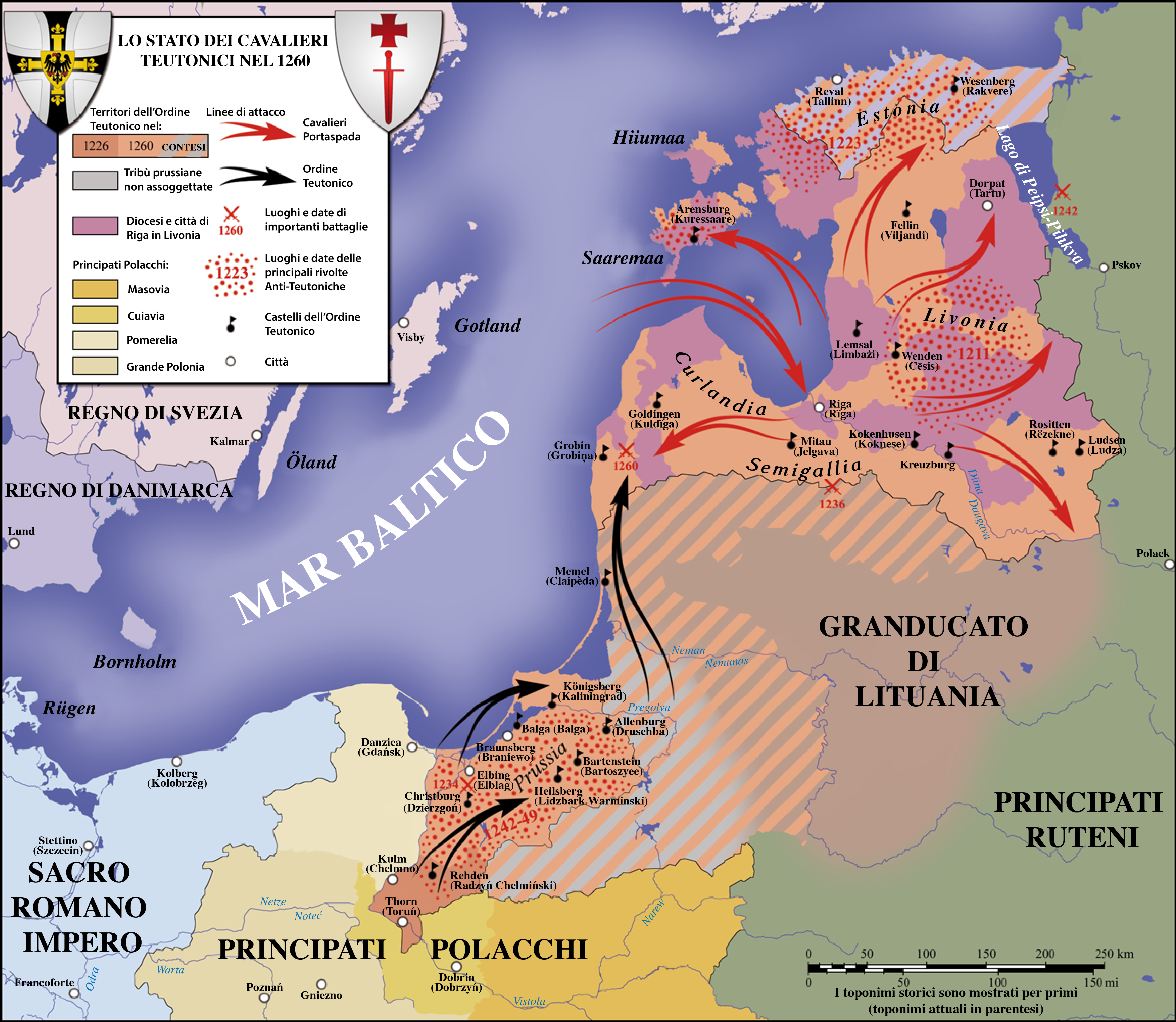
Operazioni militari dei Cavalieri Teutonici nel XIII secolo

In un siffatto contesto, Treniota, che aveva assunto il ruolo di guida della Samogizia, prevalse contro l'Ordine della Livonia a Lielvārde nel 1261. Conscio tuttavia della necessità di maggiore sostegno militare, si rivolse al re lituano in cerca di aiuto sempre nel 1261, dichiarandosi pronto ad accettare l'autorità dello zio Mindaugas sulla regione che amministrava. Nonostante questa richiesta fosse stata accettata, la Samogizia preservò comunque una discreta autonomia all'interno del regno di Lituania. Nel 1262, Mindaugas eseguì un'importante incursione in Masovia, la quale gli permise di saccheggiare Kulm e di ottenere nuovi sostenitori tra le file dei Prussiani, ostili ai crociati. Il successo risultò possibile grazie alla collaborazione di Treniota, con il quale, sempre nel 1262, si preparò segretamente ad effettuare una campagna in Livonia, un territorio in mano all'ordine cavalleresco omonimo.
Treniota, fervente pagano e fiero oppositore dei teutonici, riuscì a ritagliarsi un posto alla corte di Mindaugas. In quel contesto storico, la conversione aveva creato una spaccatura tra i nobili baltici, in quanto molte frange erano ostili al cristianesimo e ritenevano il rischio di ingerenza politica dei teutonici in Lituania un'ipotesi concreta. Treniota invitò suo zio a prendere una posizione quando riferì le parole dei suoi messaggeri, i quali segnalavano vi fossero frotte di Livoni pronti a riabbracciare il paganesimo non appena sarebbero stati liberati dai teutonici. I filo-cristiani non vedevano di buon occhio i piani di Treniota, tanto che la regina Morta, donna molto pia secondo le fonti, paragonava il duca di Samogizia sdegnosamente ad una scimmia.
Alla fine, tra la prospettiva di continuare l'alleanza con i cristiani e quella di non perdere il sostegno degli aristocratici Mindaugas scelse di rinnegare il cristianesimo. Il sovrano tenne altresì conto della situazione religiosa del momento, considerando che varie pratiche pagane sopravvivevano in maniera stabile e che non ci si era prodigati affinché potessero avere luogo delle missioni cristiane. Pur essendosi lanciato all'assalto dei cristiani, mentre Treniota riuscì a prevalere con 30.000 guerrieri più a sud, nelle regioni che si affacciavano sul fiume Vistola (Mazovia, Kulm e Pomesania), Mindaugas divenne furioso per non aver ricevuto l'assistenza sperata dei Livoni, per essersi fidato del nipote senza averci oculatamente riflettuto.
Mindaugas iniziò a meditare l'opportunità di non proseguire il suo stretto rapporto con il nipote. Le campagne vittoriose avevano senza dubbio accresciuto la fama del duca come valente generale, più che per le sue abilità diplomatiche. I presupposti per un profondo dualismo con il duca di Samogizia c'erano tutti.
Quando Morta, consorte di Mindaugas, spirò nel 1262, il re di Lituania aveva già intrapreso una relazione adulterina con la moglie di Dovmont di Pskov e in seguito addirittura la sposò, sottraendola così al marito legittimo. Tale decisione diede inevitabilmente luogo a propositi di vendetta da parte di Dovmont. Come testimoniano le fonti contemporanee, il «brutale atteggiamento» assunto da Mindaugas nei confronti di alcuni governanti a lui fedeli spinse alcuni nobili a organizzare delle riunioni segrete presenziate dal nipote in cui si discuteva in merito a come esautorare il sovrano in carica. L'occasione ideale si presentò nel 1263: Mindaugas aveva inviato le sue truppe guidate da Dovmont a Brjansk, mentre Treniota si trovava in Samogizia. Dovmont abbandonò l'armata e sulla via del ritorno (Mindaugas aveva accompagnato i soldati fino ad un certo punto) incontrò e uccise il suo bersaglio e a due dei suoi figli. Probabilmente le guardie che seguivano il re furono corrotte prima dell'agguato. Vaišvilkas, il più grande per età tra i papabili eredi, si trovava nel monastero di Pinsk e vi fuggì non appena saputa la notizia. Secondo una tradizione tardo medievale, l'assassinio ebbe luogo ad Aglona.
Subito dopo l'uccisione di Mindaugas, Tautvila, uno dei due nipoti del defunto re che era entrato in conflitto con il sovrano un decennio prima, fu assassinato a tradimento dopo essere stato invitato in Samogizia con la promessa da parte di Treniota di proteggerlo da eventuali rivolte. La congiura per acquisire il potere poté dirsi a quel punto completa.

### Granduca della Lituania
Ducato di Lituania
     Terre conquistate da Mindaugas

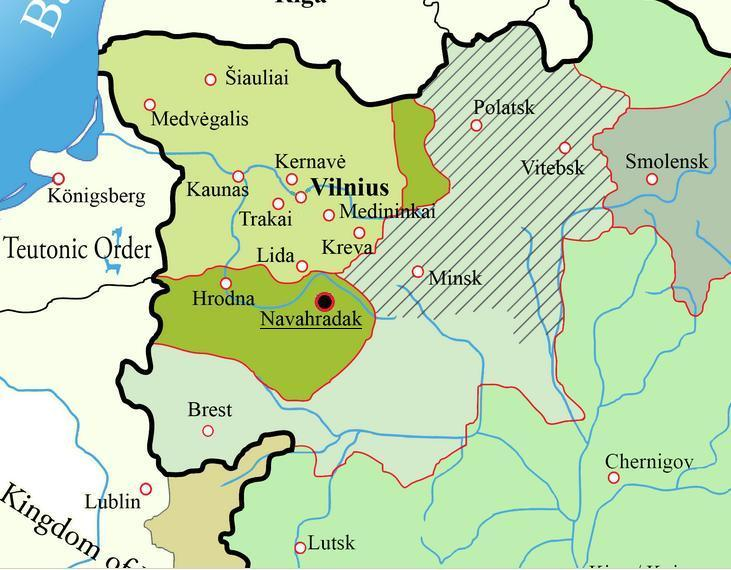
Nella carta:
Ducato di Lituania
Terre conquistate da Mindaugas
"///" Terre temporaneamente possedute da Mindaugas
Tutte le altre aree sono state assoggettate in epoche successive

Assieme a Mindaugas morì anche il suo regno, in quanto il suo successore Treniota, che usurpò il trono nel 1263 (o 1264) dopo aver eliminato ogni potenziale rivale, non assunse una corona, adottò il titolo di granduca e ripristinò nello Stato il paganesimo. L'omicidio del re destabilizzò sensibilmente la Lituania, che entrò in una periodo di crisi ventennale (cosiddetta "età oscura"). In campo militare, secondo le ricostruzioni degli storici, Treniota riuscì nel 1264 ad eguagliare il numero di uomini armati di cui disponeva Mindaugas venti anni prima, ossia 30.000 soldati, divisi dal granduca in tre macro-divisioni. Gli attacchi effettuati durante il dominio di Treniota avvennero perlopiù alla stregua di incursioni, poiché organizzati da gruppi sporadici che il più delle volte - se non sempre - si muoveva adoperando solo cavalli, in maniera tale di risultare più rapidi. Benché godesse di alcuni sostenitori quando si insediò al potere, molto più difficile si rivelò il percorso di Treniota in campo politico, considerando che l'unità interna raggiunta dal suo precedessore fu gravemente scossa e che si rivelò arduo ristabilire l'autorità di un'unica figura di riferimento nei territori di recente conquistati.
A circa un anno di distanza dal suo insediamento, nel 1264 (o 1265), Treniota fu assassinato dai servitori di Mindaugas e al suo posto subentrò il figlio del re defunto, Vaišvilkas, rimasto al potere fino al 1267.